# Plavni
Plavni - Плавни (rus) - és un khútor del krai de Krasnodar, a Rússia. Es troba als vessants septentrionals del Caucas occidental, a 17 km al nord de Krimsk i a 79 km a l'oest de Krasnodar, la capital.
Pertany al municipi de Iujni.